# Club Deportivo Universidad Católica
Cet article concerne le club chilien de football. Pour le club équatorien de football, voir Club Deportivo Universidad Católica del Ecuador.
Maillots
Actualités
Le Club Deportivo Universidad Católica, comme son nom en espagnol l'indique, est un club multisports du Chili. Parmi ses différentes disciplines, le football professionnel est la branche la plus importante et la plus populaire.
Basée dans la ville de Santiago, elle a été fondée le 21 avril 1937 par un groupe d'athlètes de l'Université pontificale catholique du Chili qui ont décidé de se séparer du Club Deportivo Universitario. Le club évolue dans la catégorie la plus élevée du Championnat du Chili de football.
Ils ont remporté 16 titres de première division, 4 Coupes du Chili, 4 Supercoupes du Chili, 1 Copa de la República et 2 tournois de deuxième division. Au niveau international, elle a remporté la Copa Interamericana 1993. Católica, comme l'appellent ses fans, a été la dernière équipe chilienne à disputer la finale de la Copa Libertadores. Cela s'est produit lors de la saison 1993.
L'équipe est connue pour son éternelle rivalité avec les deux autres grands clubs de la ville de Santiago, le Colo-Colo et Universidad de Chile, où chaque match entre ces équipes est considéré comme un derby, Clásico universitario.
Católica dispose d'une équipe de football féminin, active en Première Division depuis 2009. Au niveau du football jeune masculin, il a remporté des championnats du monde dans sa catégorie, comme le Tournoi international des moins de 19 ans de Croix en 1980 et la Manchester United Premier Cup en 2012.

## Infrastructures
L'Universidad Católica a eu quatre stades de football dans son histoire : Estadio Universidad Católica, situé dans le secteur de la Maestranza et Marcoleta; Campos de Sports de Ñuñoa, qui avait déjà une longue histoire dans le sport chilien ; Independencia, située dans la commune homonyme de Santiago et inaugurée le 12 octobre 1945; et San Carlos de Apoquindo, qui a ouvert ses portes le 4 septembre 1988. Le stade de football n'était pas tout le complexe, le stade abritait également des terrains de rugby, d'athlétisme et quelques autres terrains de sport.

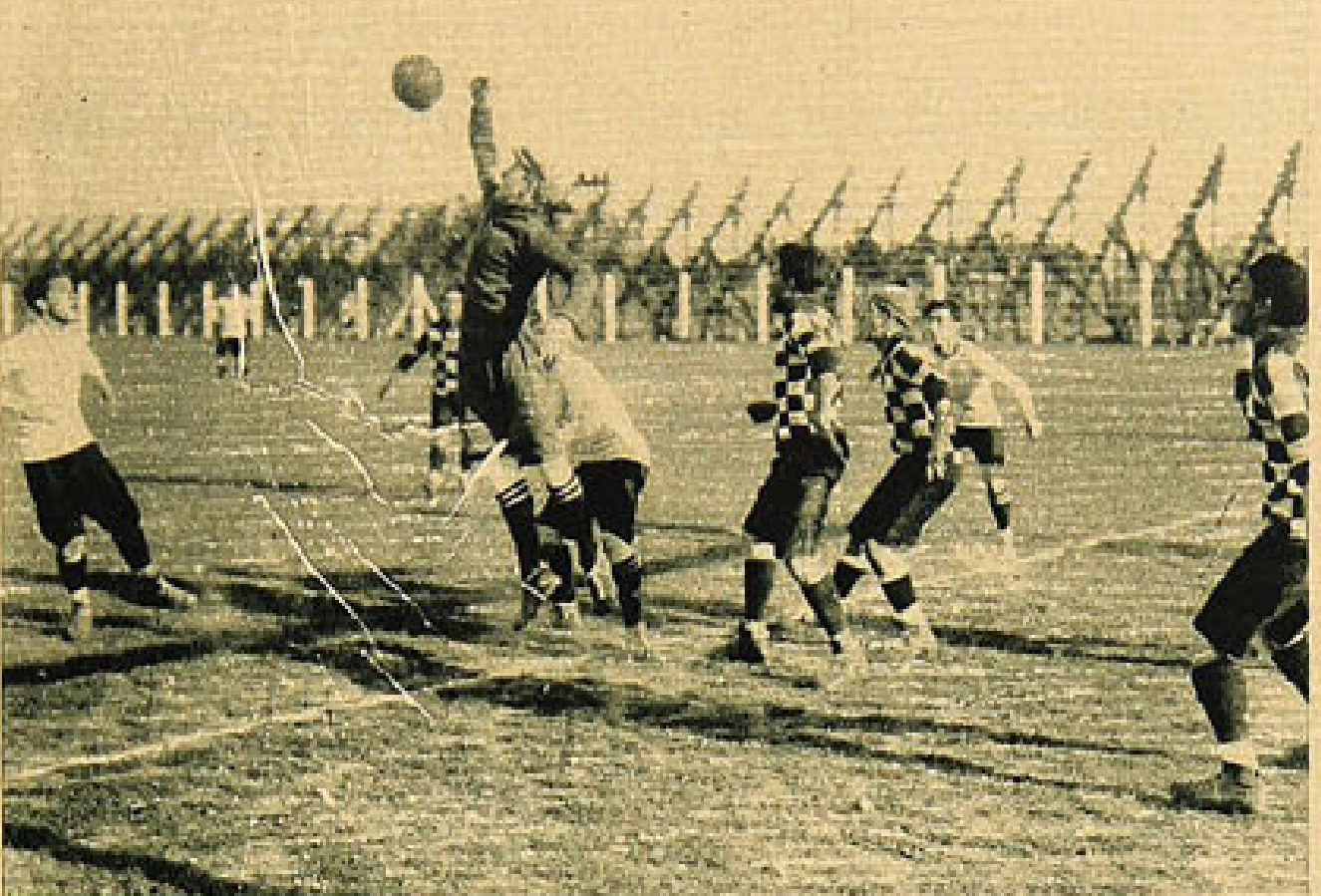
Católica a joué au Campos de Sports de Ñuñoa (le 2e stade sur quatre  de l'institution) en 1928.
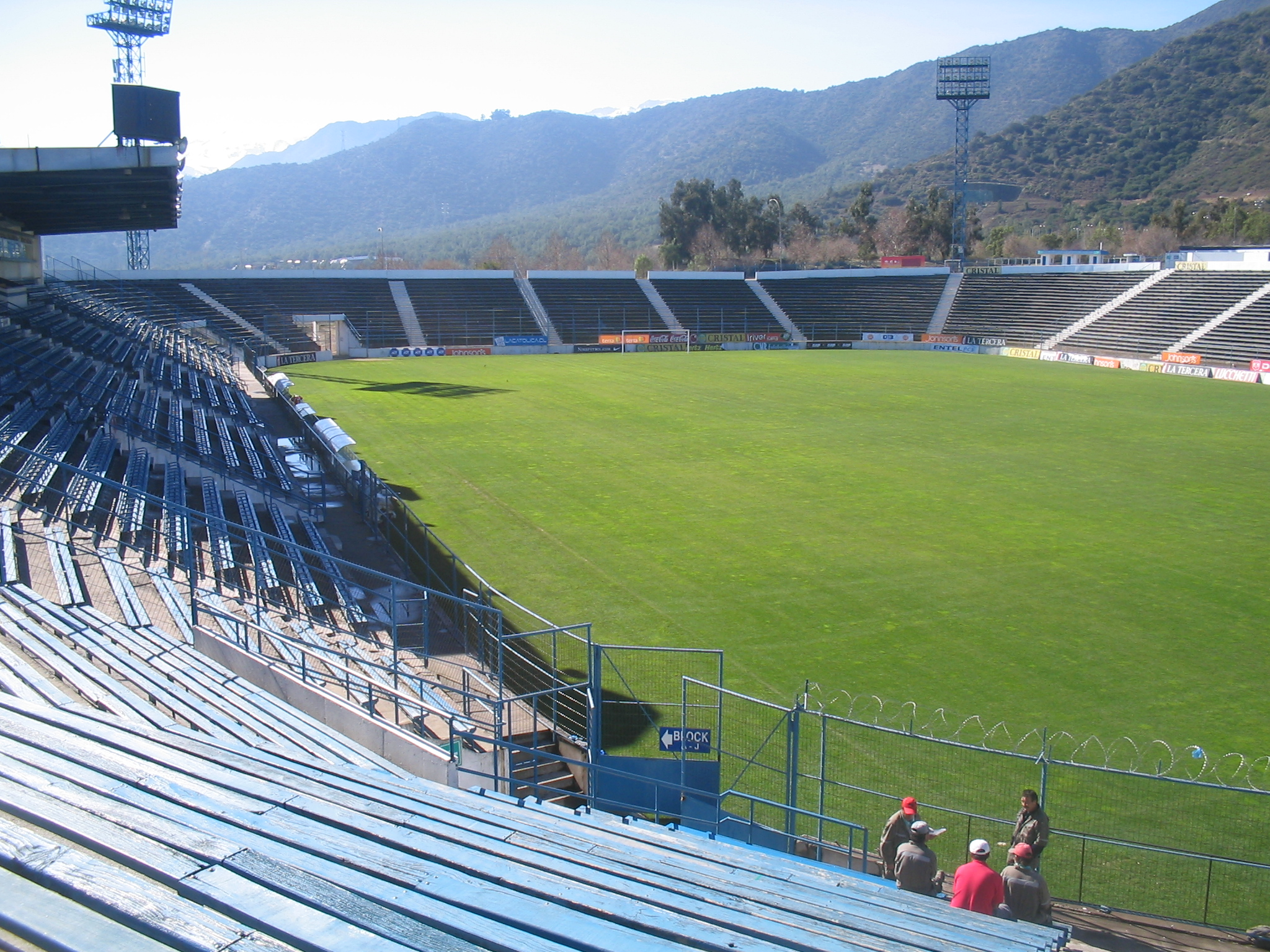
Estadio San Carlos de Apoquindo.

## Histoire
(mai 2025).
Le contenu est difficilement compréhensible vu les erreurs de traduction, qui sont peut-être dues à l'utilisation d'un logiciel de traduction automatique.

### L'ère du football amateur

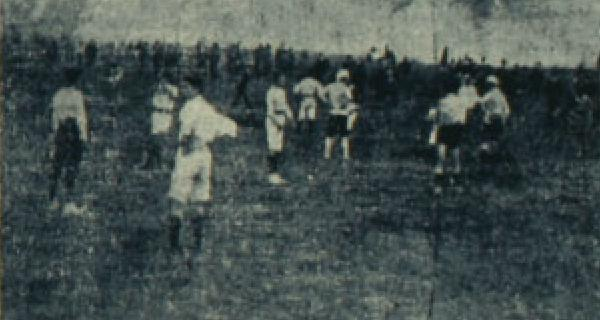
Universidad Católica F.C. 4-1 Universidad de Chile, 14 novembre 1909.

Les origines de l'équipe football de l'Universidad Católica se trouvent dans la participation de la soi-disant Universidad Católica F.C. dans la première division de la National Football Association en 1908, une entité parallèle à la Santiago Football Association qui regroupait, entre autres, des clubs comme le Santiago Football Club. D'après le livre Por la Patria, Dios y la Universidad (Pour la patrie, Dieu et l'université) de Fernando Emmerich (1993), "le club sportif de l'Universidad Católica existait déjà, il suffisait de le fonder".
L'année suivante, l'Universidad Católica a disputé la première histoire de la Classique universitaire contre une équipe de l'Universidad de Chile, avec un score de 3 à 3 le 1er novembre 1909. À cette occasion, l'Universidad Católica portait un uniforme de couleur verte. Le 14 novembre de la même année, ils s'affrontent à nouveau, avec l'Universidad Católica F.C. obtenir une victoire 4-1.
En 1925, il existait le Centre sportif de l'Universidad Católica, une institution comptant plus d'un millier de membres qui regroupait les activités sportives des branches universitaires. Au cours des années suivantes, le club de football de l'Universidad Católica a continué à concourir en tant qu'amateur dans diverses disciplines.
Le 30 août 1927, l’une de ses plus grandes étapes s’est produite. Le Club sportif de l'Universidad Católica est fondé pour la première fois. Cette réorganisation des différentes branches, qui agissaient sous la coordination de la Fédération sportive (Federación Deportiva UC), a été officiellement reconnue par le club comme faisant partie de son histoire d'amateurisme. Le 19 novembre, il affronte le Club de l'Universidad de Chile, fondé quelques mois auparavant, à l'occasion de la Journée de l'Universidad Católica, organisée sur les terrains de sport de Ñuñoa (Campos de Sports de Ñuñoa). C'est l'un des premiers antécédents de la dispute pour un trophée entre les deux universités. La victoire est revenue aux Católica 2-1.

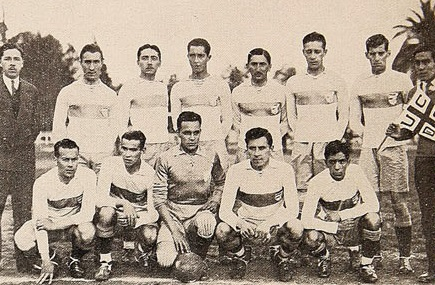
L'équipe en 1930.

En 1930, la Fédération sportive UC rejoint le Club sportif universitaire, avec lequel elle continue à concourir jusqu'à sa séparation en 1936, motivée principalement par le manque d'identification et d'intérêt des étudiants de l'Université pontificale à participer aux activités du club, ainsi que la domination de l'Universidad de Chile dans les domaines du sport et du leadership. En parallèle, la branche football, dirigée par l'ancien jeune de l'institution Enrique Teuche, jouait des matchs amicaux sous le nom d'Universidad Católica. Après avoir repris son propre parcours, ces matchs ont affronté des rivaux semi-professionnels et professionnels de la Fédération de Football de Santiago.
Après sa séparation du Club sportif universitaire (Club Deportivo Universitario), le club entame son processus d'affiliation à l'Association de football professionnel, qui est approuvée le 19 avril 1937. Pour cette raison, un groupe d'étudiants de l'Université pontificale catholique du Chili, la maison d'études universitaires qui a joué un rôle essentiel dans la formation du club sportif, s'est réuni dans un quartier résidentiel de Santiago pour discuter de l'organisation d'un club sportif doté de la personnalité juridique. Bien que le livre Histoire du football chilien, La Nación, date la première fondation du 23 août 1927, le club fut finalement officiellement créé le 21 avril 1937.

### L'ère du football professionnel

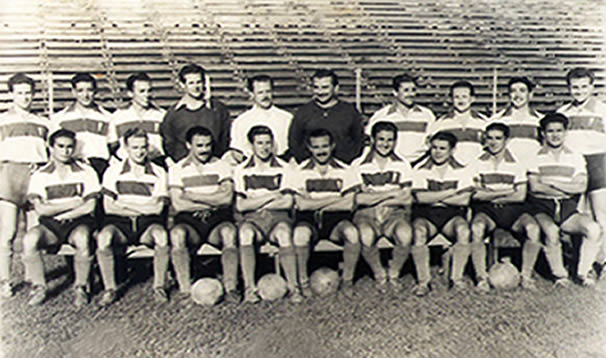
Les champions de 1949.

À l'ère professionnelle, l'Universidad Católica entretient l'esprit de jeunesse de ses athlètes et de ses fans. Des joueurs exceptionnels émergent dans le club et dans l'équipe nationale chilienne, comme Sergio Livingstone, Fernando Riera, Andrés Prieto et Raimundo Infante. En 1949, une star internationale rejoint l'équipe, le joueur argentin José Manuel Moreno. Disposant déjà de son troisième stade, l'Independencia, Católica offre un spectacle et remplit à la fois sa propre salle et d'autres stades dans diverses villes du Chili. L'équipe remporte son premier championnat dans la ligue chilienne. Lors du match décisif contre Audax Italiano, Raimundo Infante a marqué le but pour porter le score à 2-1.
En 1954, il obtient son deuxième titre national, en comptant toujours sur le gardien Livingstone, en plus d'autres joueurs remarquables tels que Miguel Montuori, Romualdo Moro, Jaime Vásquez, et la contribution notable d'un autre joueur présent dans le premier titre, le buteur Raimundo Infante. Lors de la dernière date du tournoi, Católica a fait match nul 0-0 avec Colo-Colo dans un match plein d'émotions et joué devant un stade plein. L'année suivante, l'équipe perd des forces avec le départ de joueurs importants et est reléguée. Le retour à la division honoraire a été immédiat. Les bastions de la campagne étaient trois vieilles connaissances, Sergio Livingstone, Andrés Prieto, revenu de l'étranger, et Raimundo Infante, auteur du but qui lui a valu la promotion contre Club La Serena au Stade national.

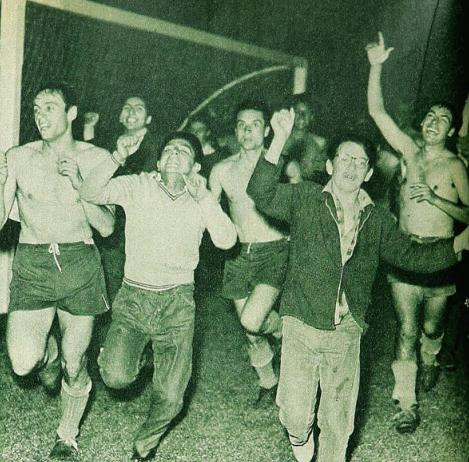
Alberto Fouillioux, avec d'autres joueurs et supporters, lors des célébrations du championnat de 1961.

Dans les années 1960, l'Universidad Católica et l'Universidad de Chile ont intensifié leur rivalité sportive lors de la Classique universitaire. Comme c'est le cas depuis la fin des années 1930, les matchs sont animés par des spectacles présentés par les supporters des équipes. Au cours de cette décennie, Católica fut championne en 1961 et 1966, avec Alberto Fouillioux, Washington Villarroel, Walter Berends, Néstor Isella, Armando Tobar, Ignacio Prieto et Leopoldo Vallejos, entre autres joueurs, comme grandes figures.
Les années 1970 sont des années mouvementées pour le club. En 1971, le stade Independencia fut démoli. Elle était fermée depuis 1967. En 1973, l'équipe est reléguée. Après une brillante campagne en 1975, Católica revient en Première Division. Les figures de l'équipe étaient Eduardo Bonvallet, Gustavo Moscoso, Manuel García et Alberto Fouillioux, une idole du club revenue de France. 
Dans les années 1980, l'équipe s'appuyait sur le travail d'un autre joueur historique, Ignacio Prieto. Avec la contribution de stars telles que Marco Cornez, René Valenzuela, Miguel Ángel Neira, Jorge Aravena, Juvenal Olmos, Osvaldo Hurtado, entre autres, Católica est devenue championne en 1984 et 1987. En 1988, le stade San Carlos de Apoquindo a été inauguré.
Dans les années 1990, Católica a surpassé les grandes campagnes internationales qu'elle avait réalisées jusqu'alors, avec trois demi-finales de la Copa Libertadores dans les années 1960 et la quatrième en 1984. En 1993, les cruzados, comme s'appelaient leurs fans, ont disputé la finale contre Sao Paulo, ils ont perdu 5-1 au match aller et s'imposant 2-0 lors du match revanche joué à Santiago. L'année suivante, l'équipe remporte la Copa Interamericana, après avoir perdu 3-1 contre le Deportivo Saprissa à San José de Costa Rica, s'imposant sur le même score à San Carlos de Apoquindo, avec un but dans le temps additionnel de Juvenal Olmos, et 2-0 en prolongation. Les buts en temps supplémentaire ont été marqués par Miguel Ardiman et Rodrigo Barrera. En 1997, Católica est devenue championne du tournoi d'ouverture officielle. En finale du tournoi, après avoir perdu le match aller 1-0, ils ont battu Colo-Colo 3-0 au Stade National. Les meilleurs joueurs ont été Alberto Acosta, Ricardo Lunari, Nelson Parraguez et David Bisconti, le meilleur buteur du championnat.
Au cours des années suivantes, l'Universidad Católica est devenue championne du tournoi d'ouverture de 2002, du tournoi de clôture de 2005 et du tournoi officiel de 2010. En 2016, elle a obtenu le premier double championnat de son histoire, en remportant les tournois d'ouverture et de clôture cette année-là. Cependant, quelques saisons plus tard, il réalise ses meilleures campagnes au niveau local.

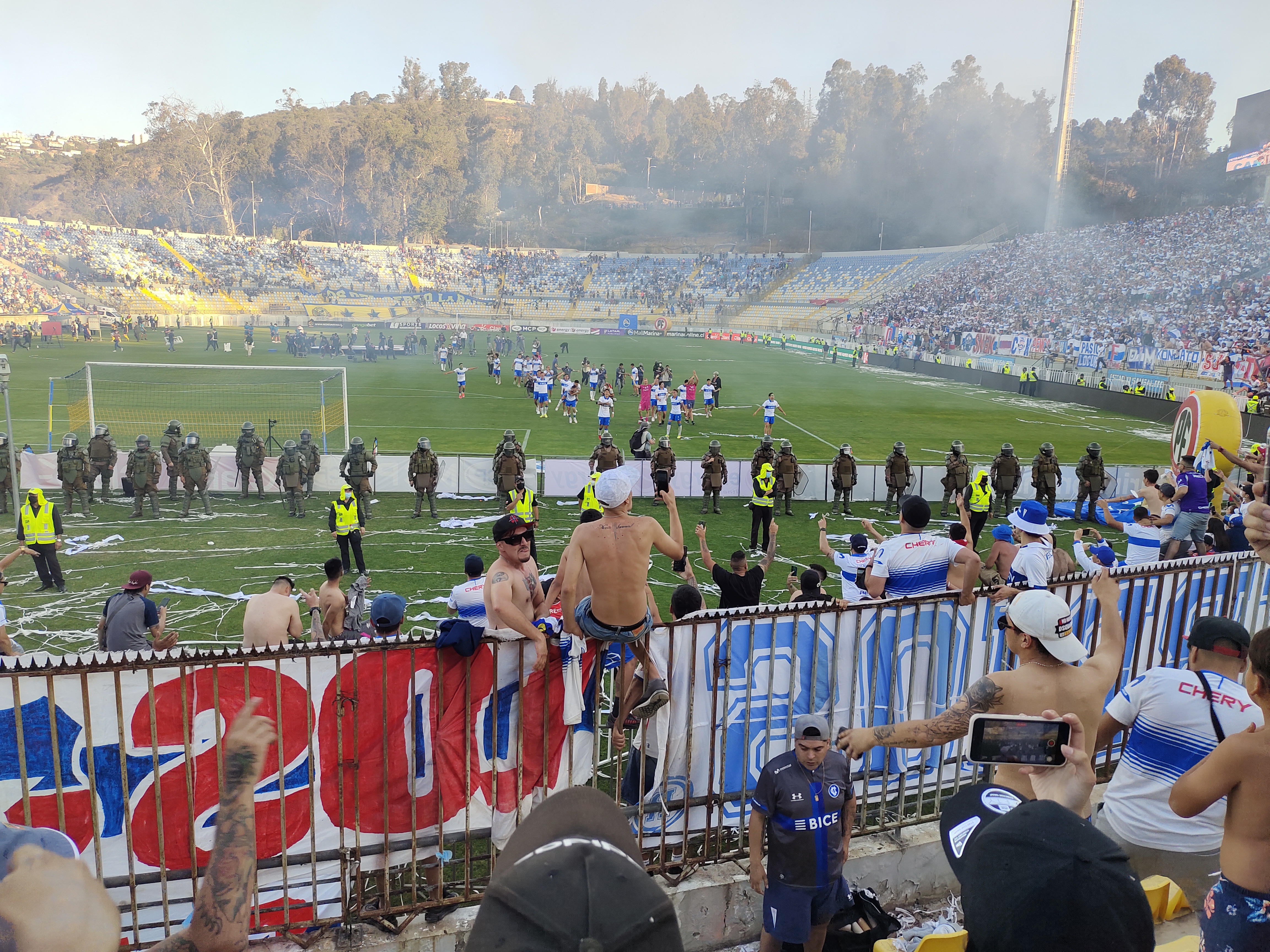
Célébrations des joueurs et des supporters après avoir remporté le quatrième championnat consécutif entre 2018 et 2021.

Entre 2018 et 2021, Católica a remporté quatre tournois consécutifs. Auparavant, Colo-Colo l'avait réalisé entre 2006 et 2007, mais il s'agissait de tournois courts ou à une seule roue. C'était la première fois qu'une équipe chilienne remportait quatre titres de champion dans des tournois longs ou à deux roues.
L'enthousiasme des supporters cruzados au stade Sausalito de Viña del Mar était absolu, l'équipe avait battu Everton 3-0 et écrivait l'une des pages les plus glorieuses depuis sa fondation définitive en 1937. Les figures de Católica au cours de ces saisons étaient José Pedro Fuenzalida, Luciano Aued, Matías Dituro, Ignacio Saavedra, Valber Huerta, Edson Puch et Fernando Zampedri.

## Palmarès

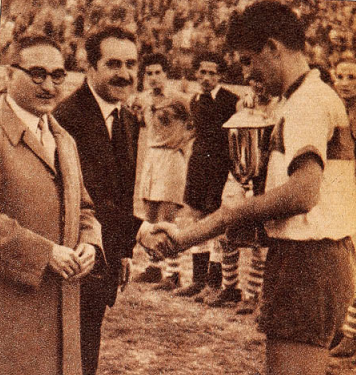
Torneo Internacional de Pascua
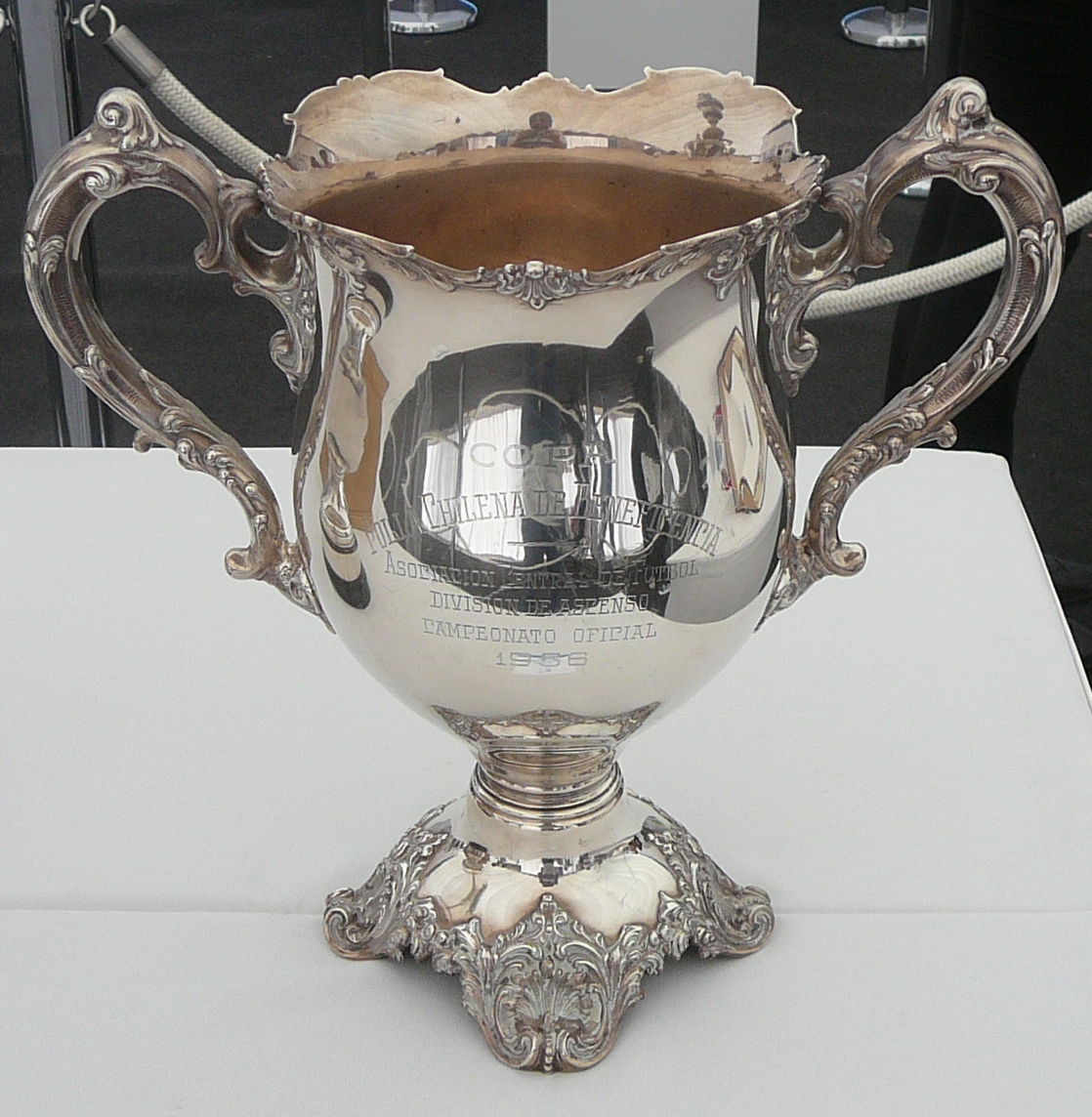
Championnat du Chili B 1956
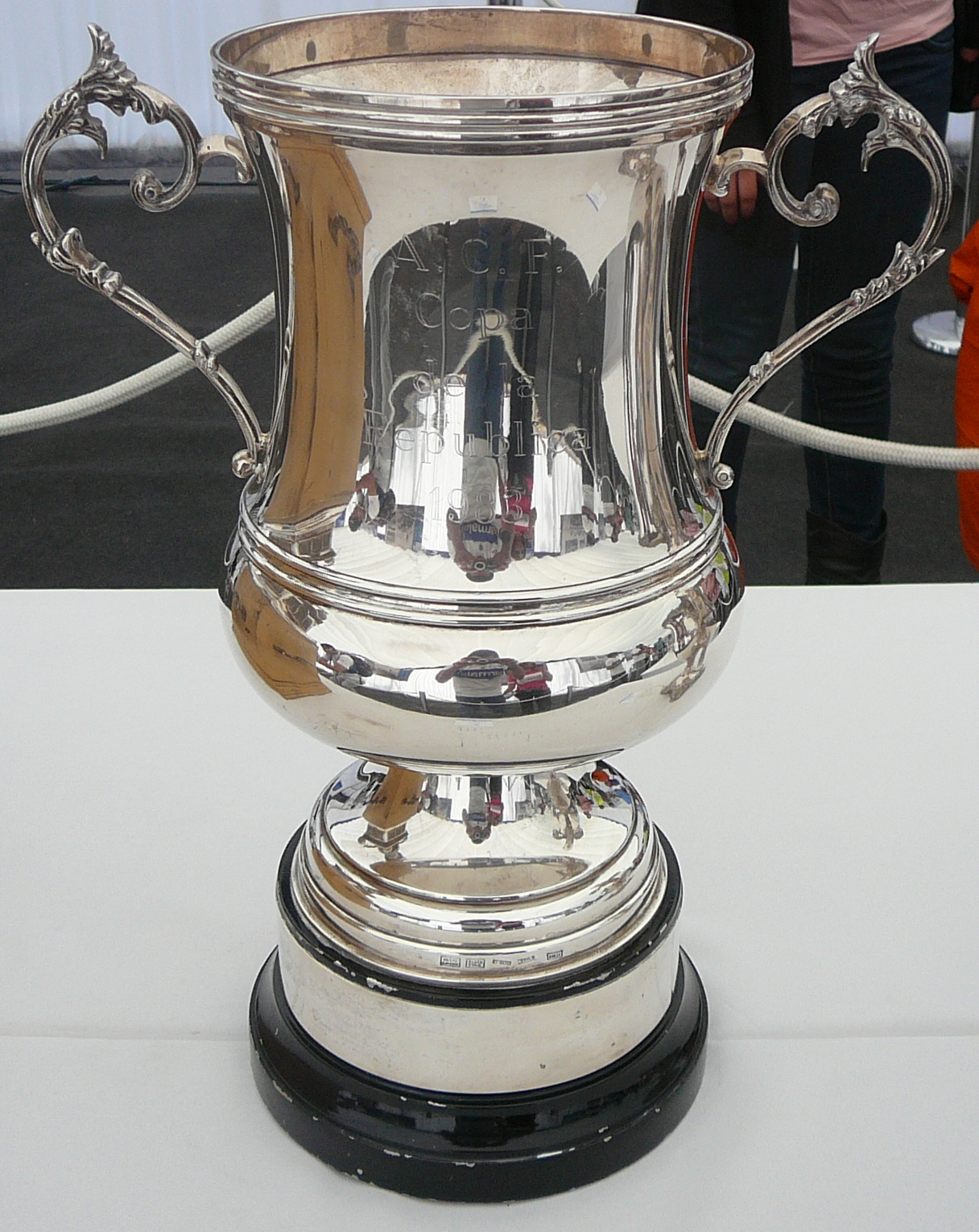
Copa República 1983
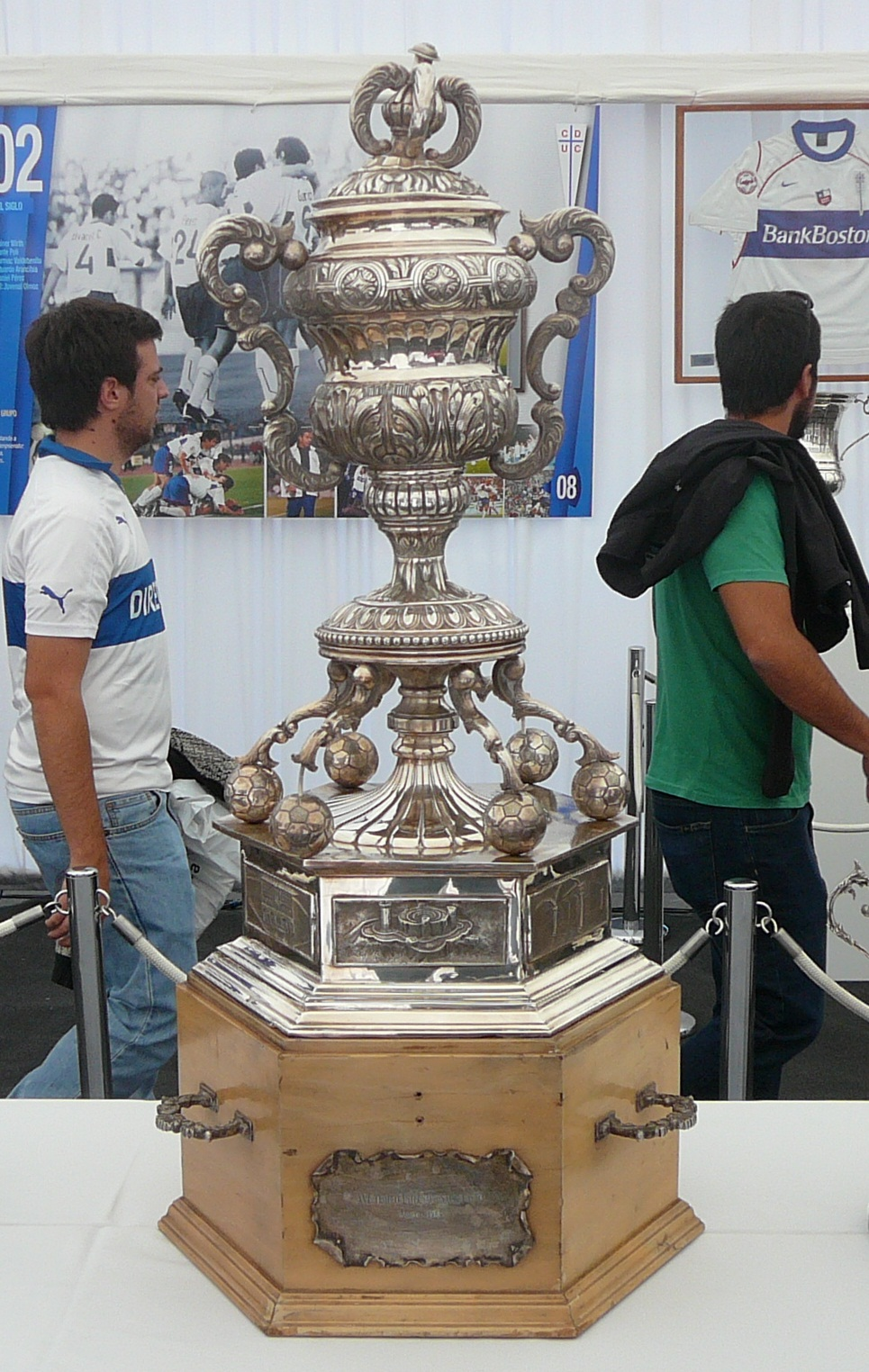
Trofeo Ciudad de Palma 1984
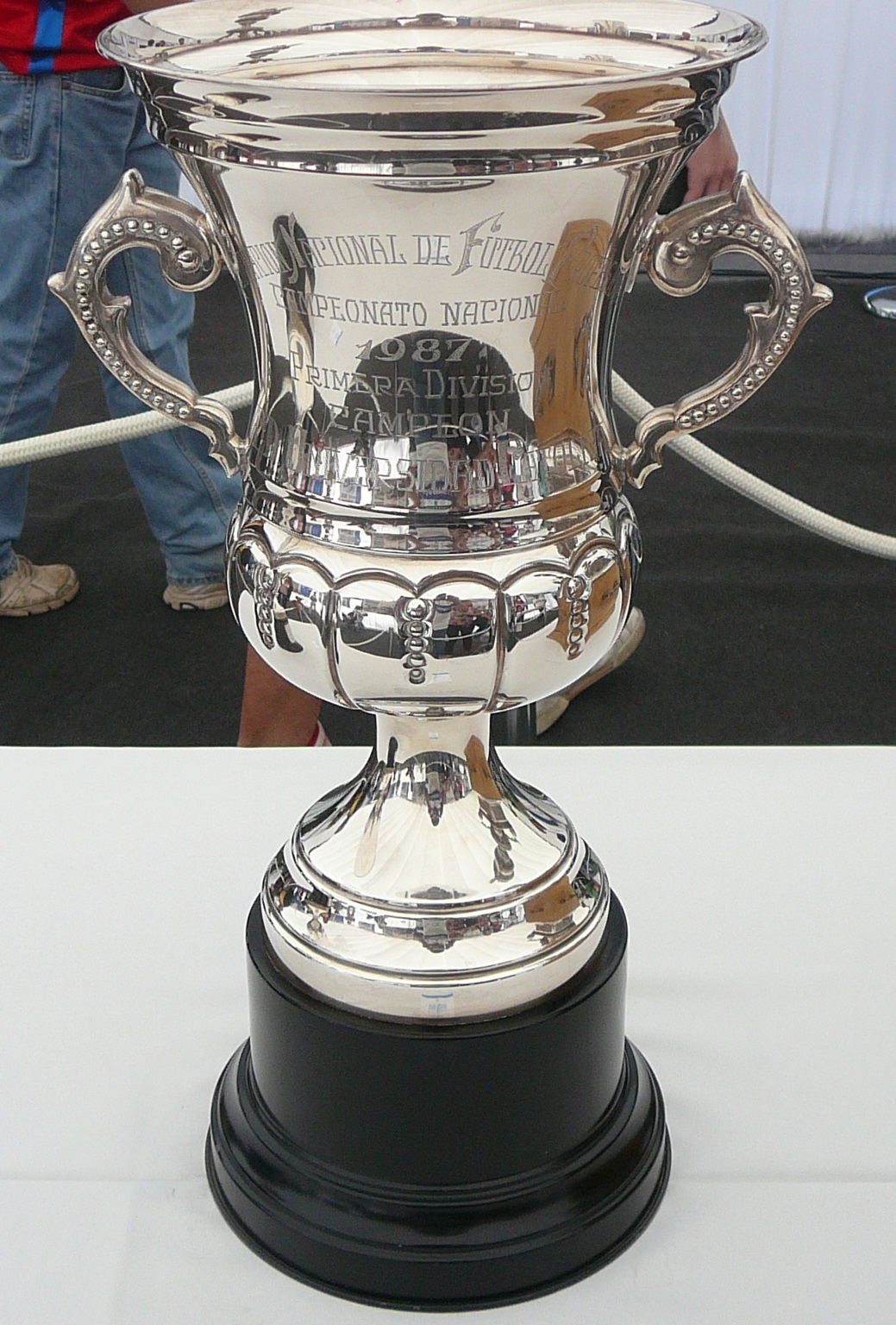
Championnat du Chili 1987
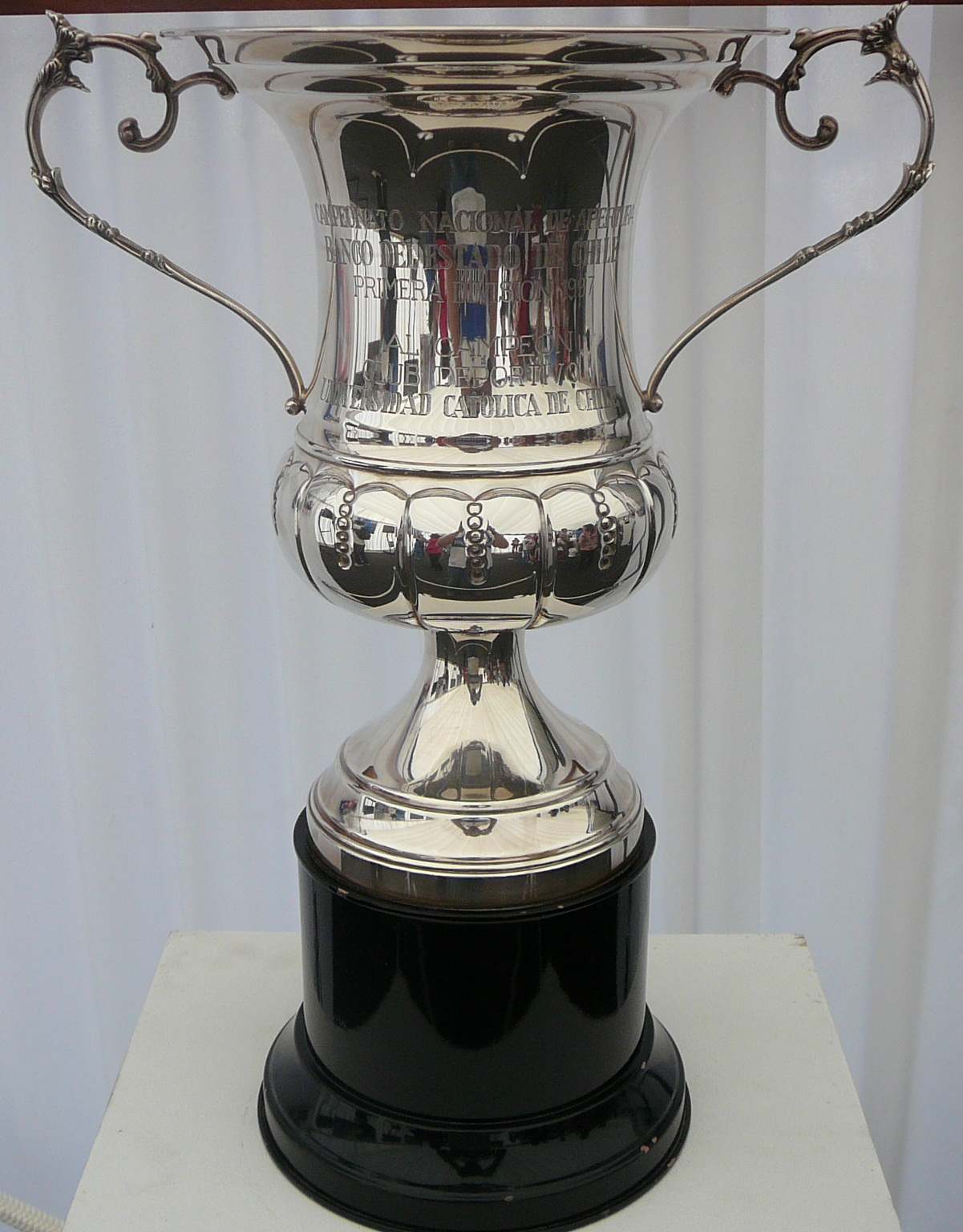
Championnat du Chili 1997-A
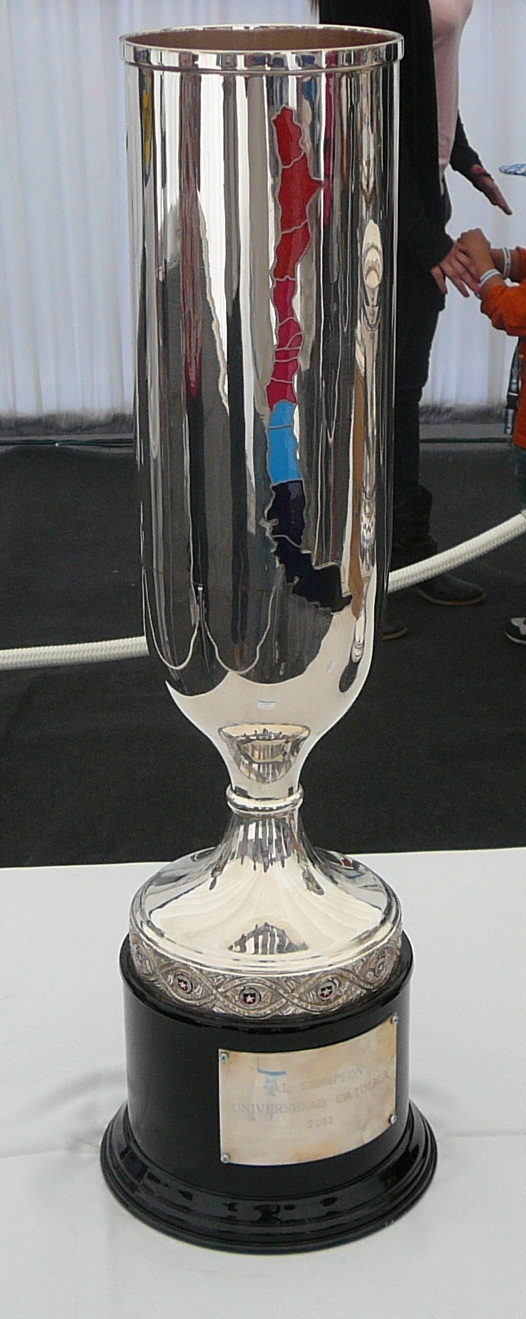
Coupe du Chili 2011
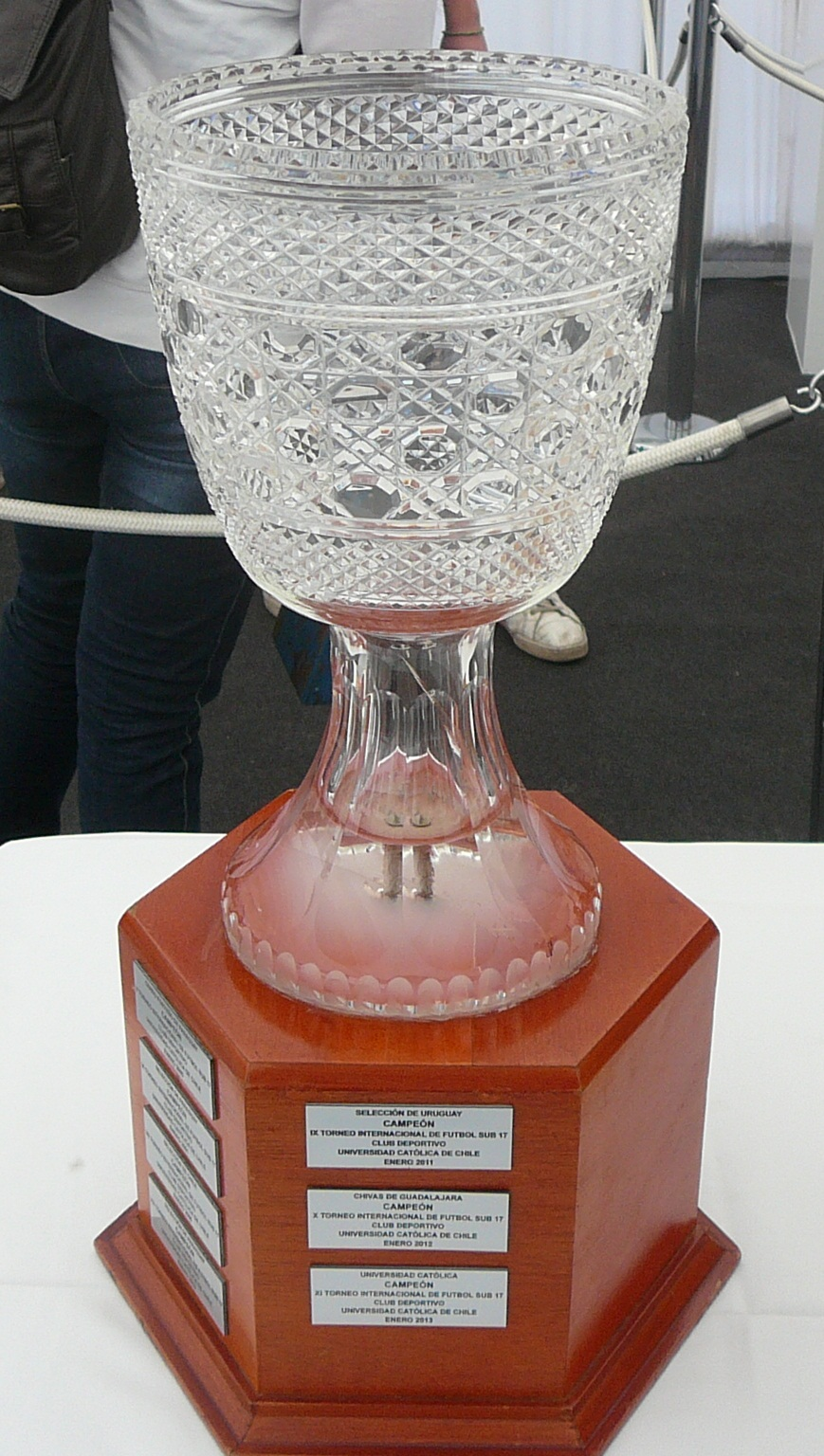
Copa UC U-17
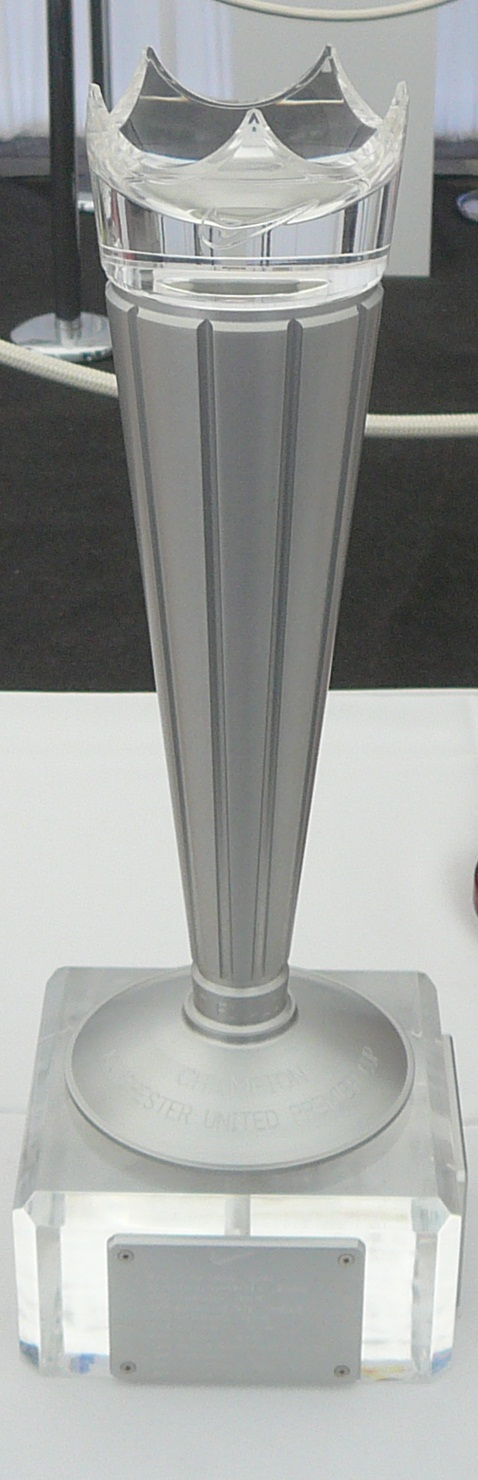
Manchester United Premier Cup U-15 2012
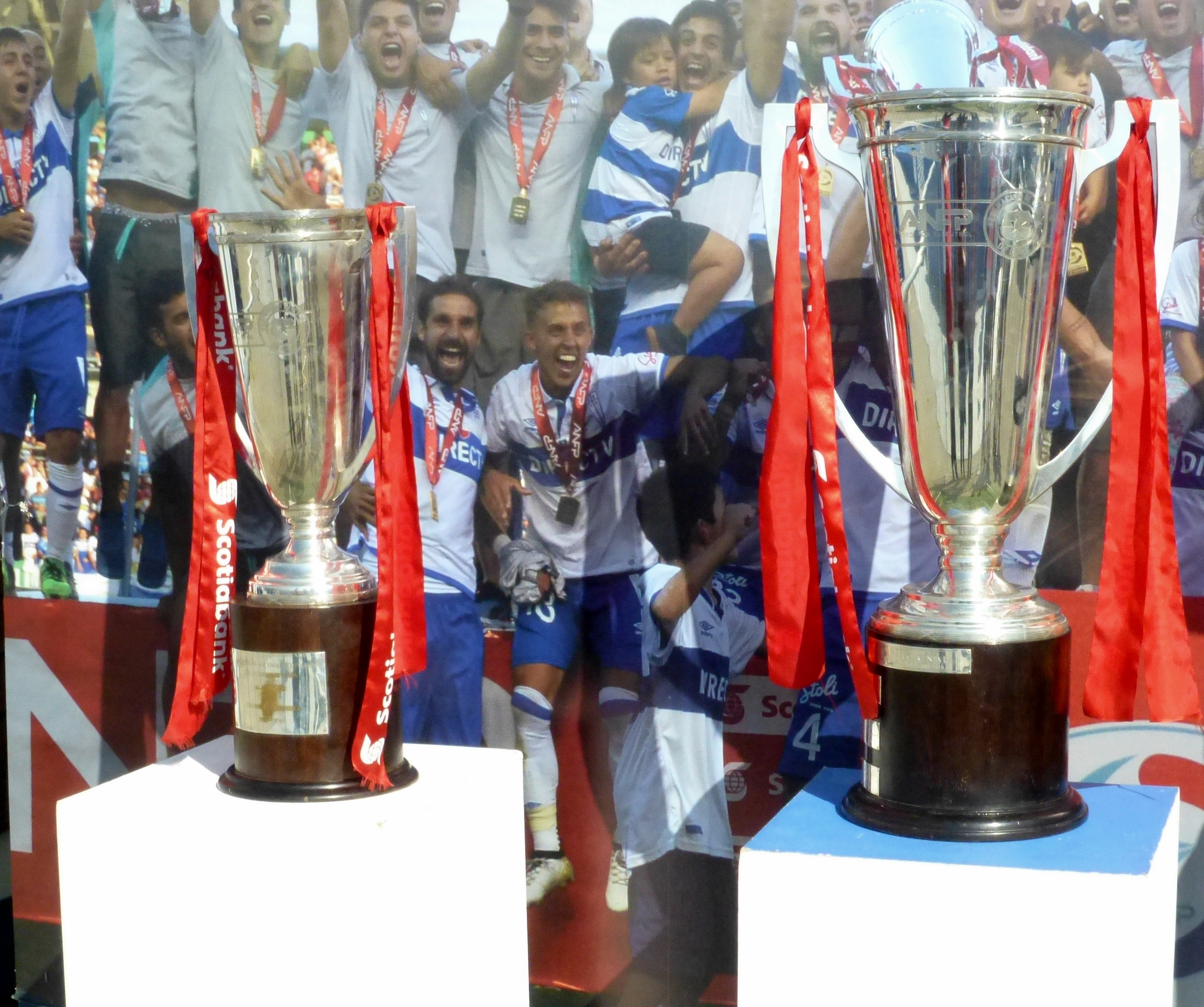
Tournoi d'ouverture et de clôture du championnat 2016
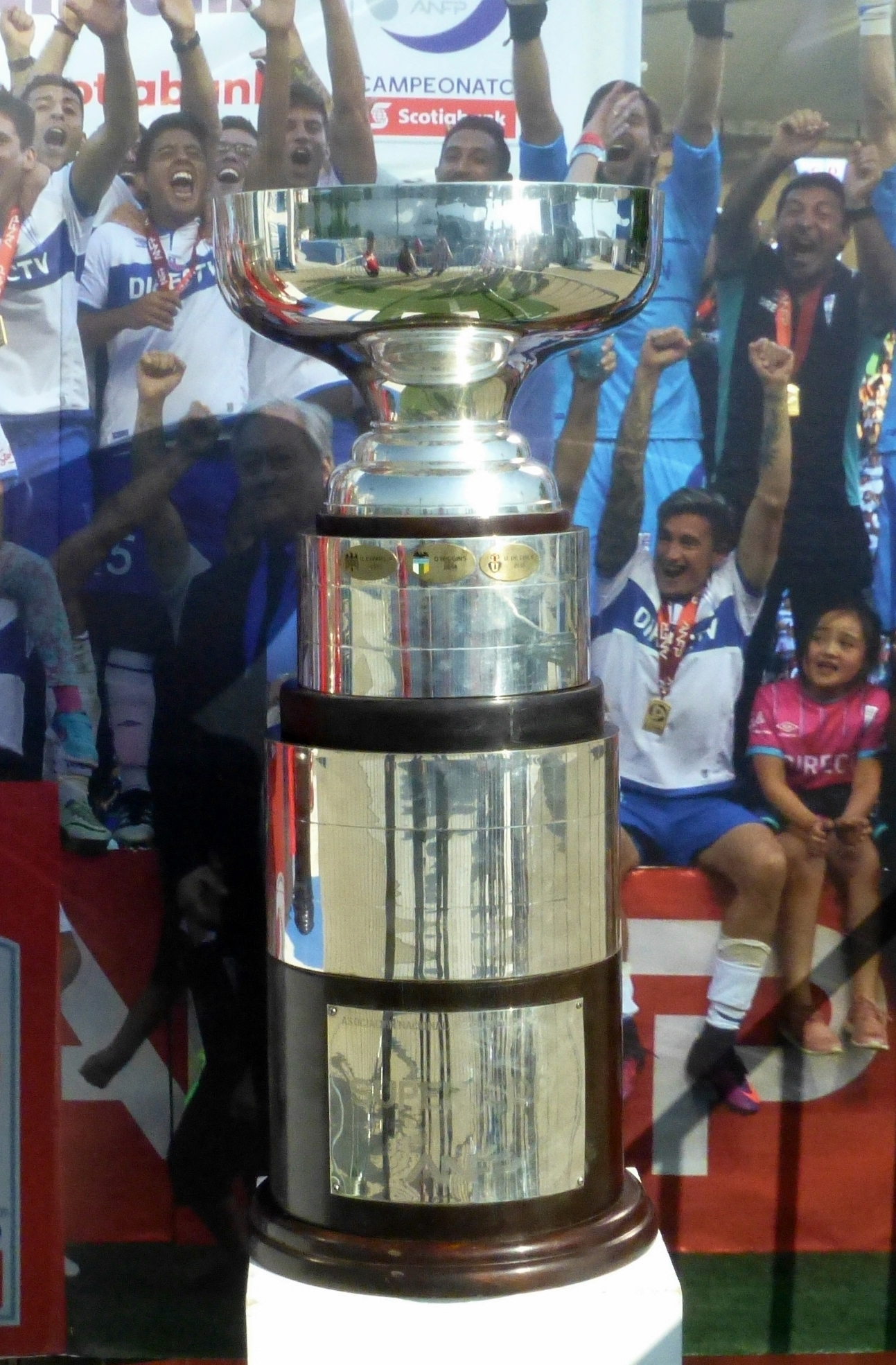
Supercoupe du Chili 2016, 2019 et 2020

| Compétitions nationales | Compétitions internationales                                                        |
| - Championnat du Chili (16) - Champion : 1949, 1954, 1961, 1966, 1984, 1987, 1997 (Ouverture), 2002 (Ouverture), 2005 (Clôture), 2010, 2016 (Clôture), 2016 (Ouverture), 2018, 2019, 2020 et 2021 - Coupe du Chili (5) - Vainqueur : 1983, Copa República 1983, 1991, 1995, 2011 - Finaliste : 1958, 1961, 1962, 1982, 1989, 1990, 2013 - Supercoupe du Chili (4) - Vainqueur : 2016, 2019, 2020 et 2021 - Finaliste : 2017 | - Copa Libertadores - Finaliste : 1993 - Copa Interamericana (1) - Vainqueur : 1994 |

### Participations internationales
- Copa Libertadores de América (27) : 1962, 1966, 1967, 1968, 1969, 1984, 1986, 1988, 1990, 1992, 1993, 1995, 1996, 1997, 1998, 1999, 2000, 2002, 2003, 2006, 2008, 2010, 2011, 2012, 2017, 2019, 2020, 2021, 2022.

- Copa Sudamericana (14) : 2003, 2005, 2008, 2011, 2012, 2013, 2014, 2015, 2016, 2019, 2020, 2022, 2023, 2024.
- Copa Mercosur (4) :  1998, 1999, 2000, 2001.
- Copa Interamericana (1) : 1994.

| Torneo              | TJ | MJ  | G   | N  | P   | BP  | BC  | Diff | Pts | Note             |
| ------------------- | -- | --- | --- | -- | --- | --- | --- | ---- | --- | ---------------- |
| Copa Libertadores   | 25 | 210 | 80  | 56 | 74  | 324 | 302 | +22  | 296 | Finaliste        |
| Copa Mercosur       | 4  | 26  | 6   | 5  | 15  | 25  | 51  | -26  | 23  | Quarts de finale |
| Copa Sudamericana   | 9  | 50  | 19  | 15 | 16  | 74  | 61  | +13  | 72  | Demi-finales     |
| Copa Interamericana | 1  | 2   | 1   | 0  | 1   | 6   | 4   | +2   | 3   | Vainqueur        |
| Ranking IFFHS       |    |     |     |    |     |     |     |      |     | 7.º              |
| scope="row" Total   | 39 | 288 | 106 | 76 | 106 | 429 | 418 | +11  | 394 |                  |

## Grands joueurs

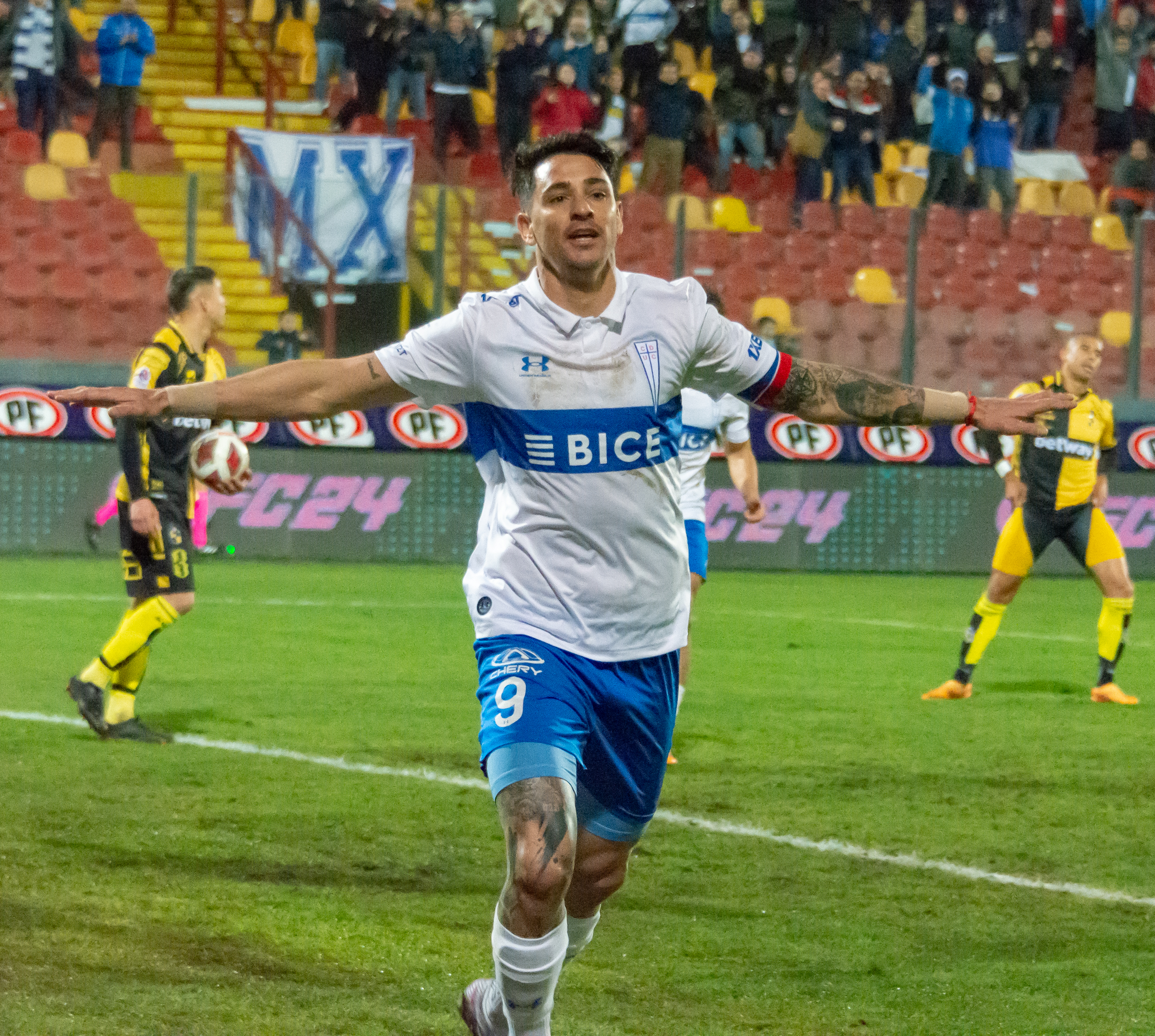
Fernando Zampedri.

| - Sergio Livingstone - Alberto Buccicardi - Fernando Riera - Andrés Prieto - Manuel Álvarez - Hernán Carvallo - Raimundo Infante - José Manuel Moreno - Alberto Fouilloux - Ignacio Prieto - Juan Carlos Sarnari - Leopoldo Vallejos - René Valenzuela - Jorge Aravena | - Osvaldo Hurtado - Miguel Ángel Neira - Patricio Toledo - Mario Lepe - Juvenal Olmos - Marco Cornez - Andrés Romero - Raimundo Tupper - Nelson Parraguez - Juan Carlos Almada - Sergio Fabian Vázquez - Nelson Tapia - Néstor Gorosito - Alberto Acosta | - David Bisconti - Milovan Mirošević - Cristian Álvarez - Mark González - José María Buljubasich - Darío Conca - José Pedro Fuenzalida - Matías Dituro - Jorge Ormeño - Fernando Zampedri - Darío Bottinelli - Diego Buonanotte - Nicolas Castillo - Luciano Aued |

### Galerie

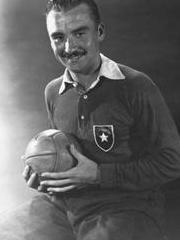
Sergio Livingstone
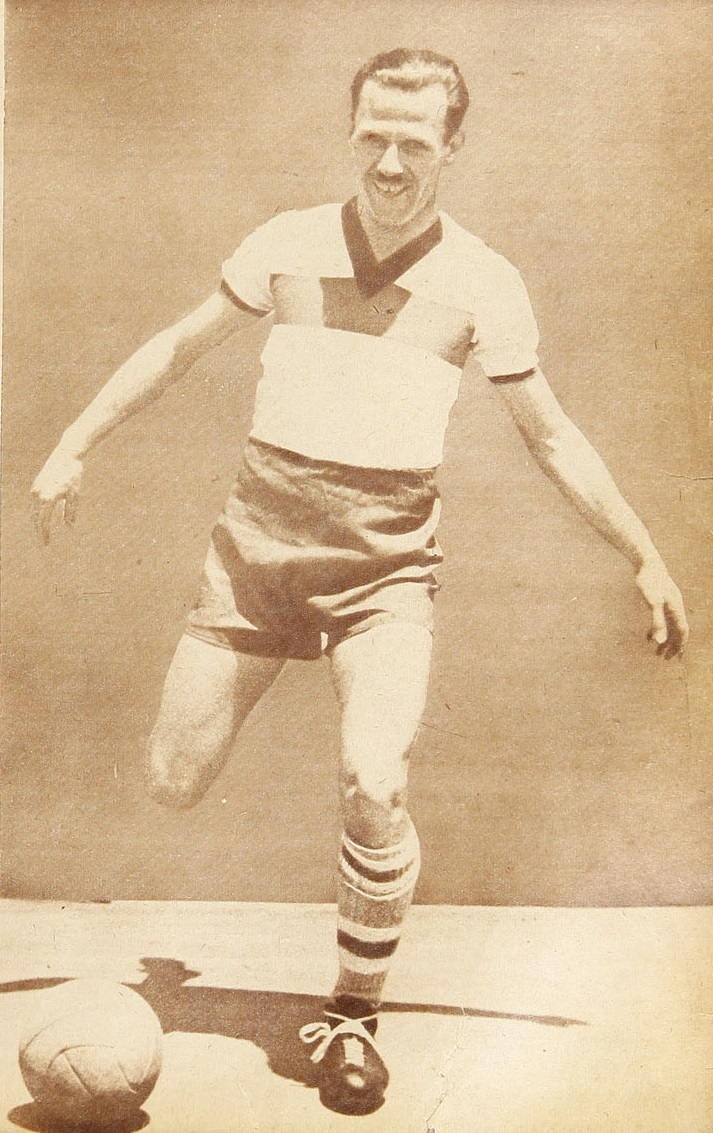
Alberto Buccicardi
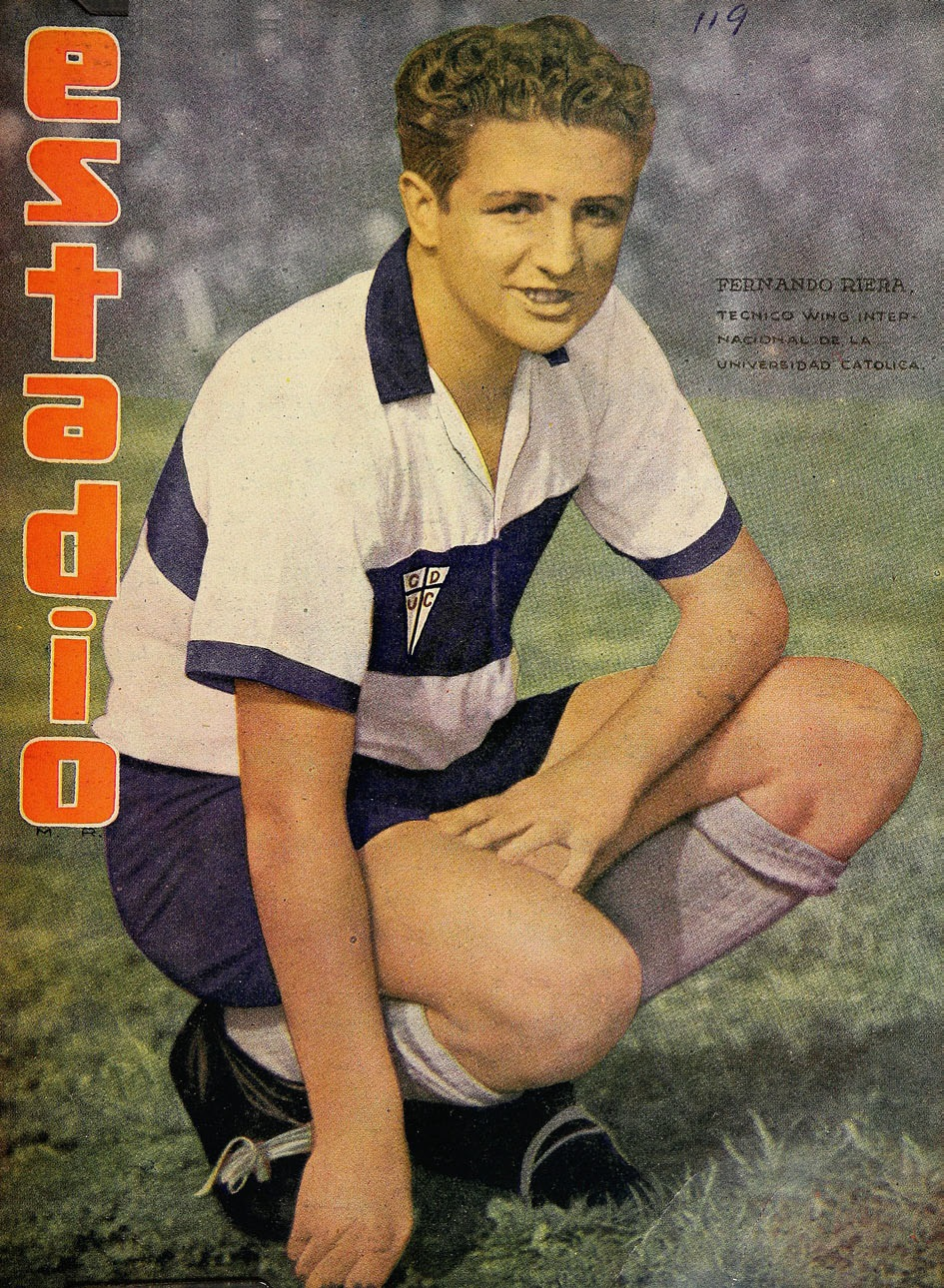
Fernando Riera
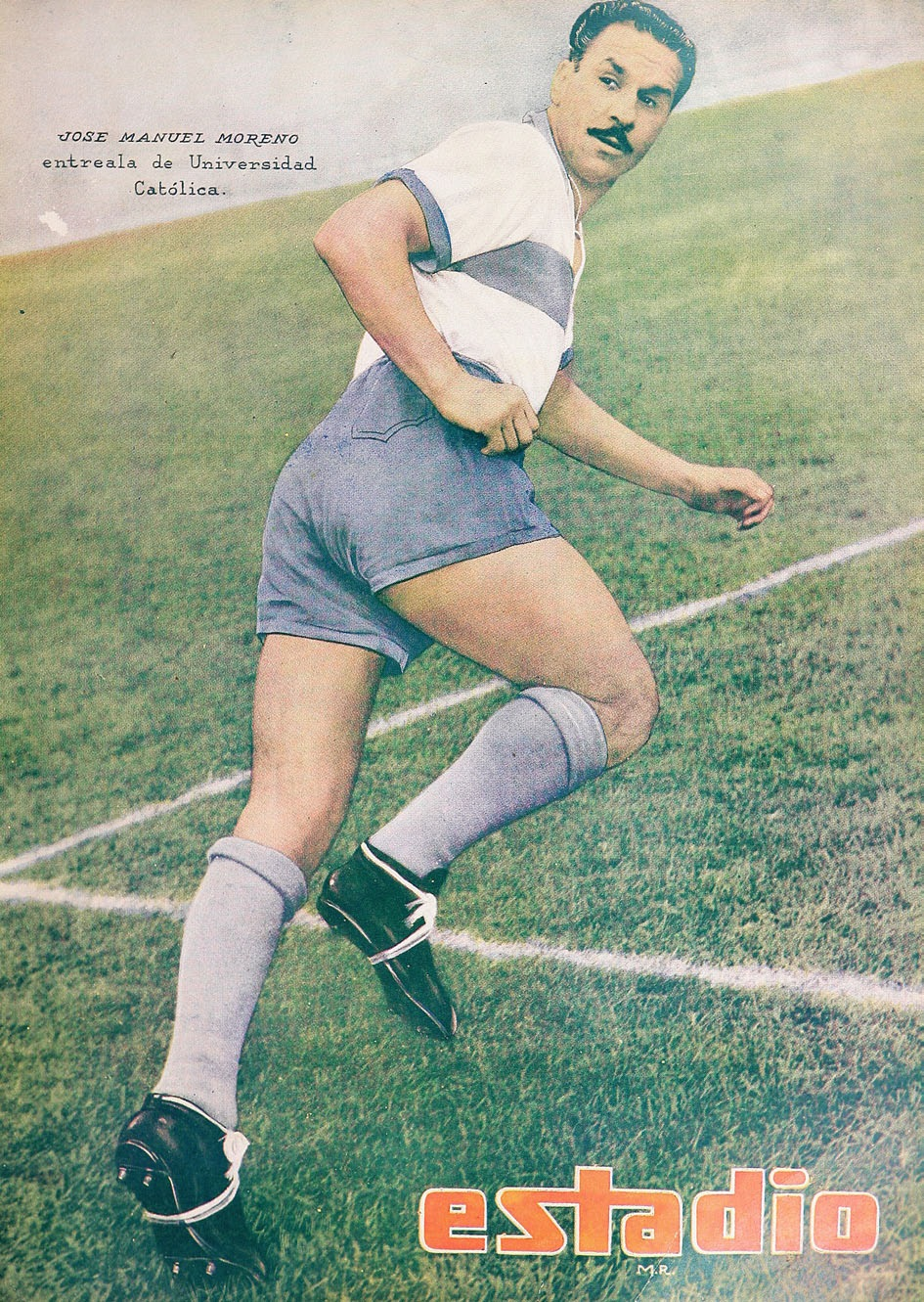
José Manuel Moreno
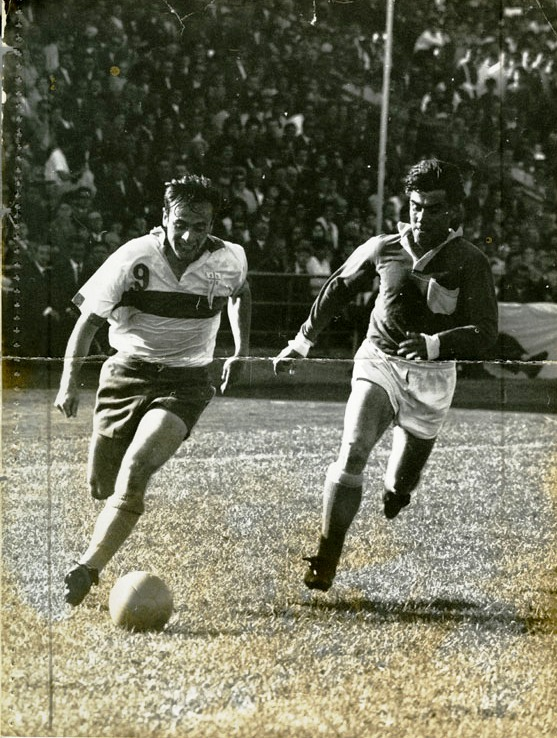
Alberto Fouillioux
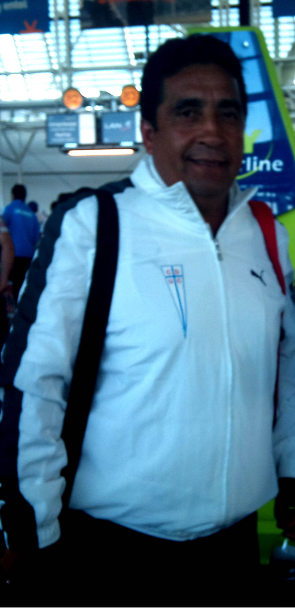
Mario Lepe
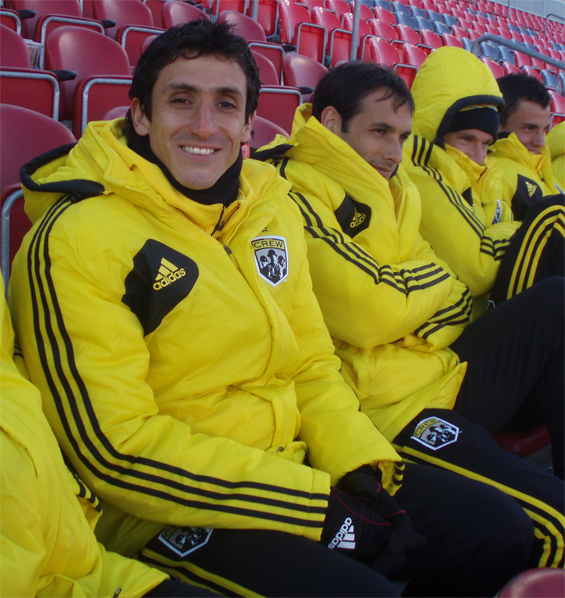
Milovan Mirosevic
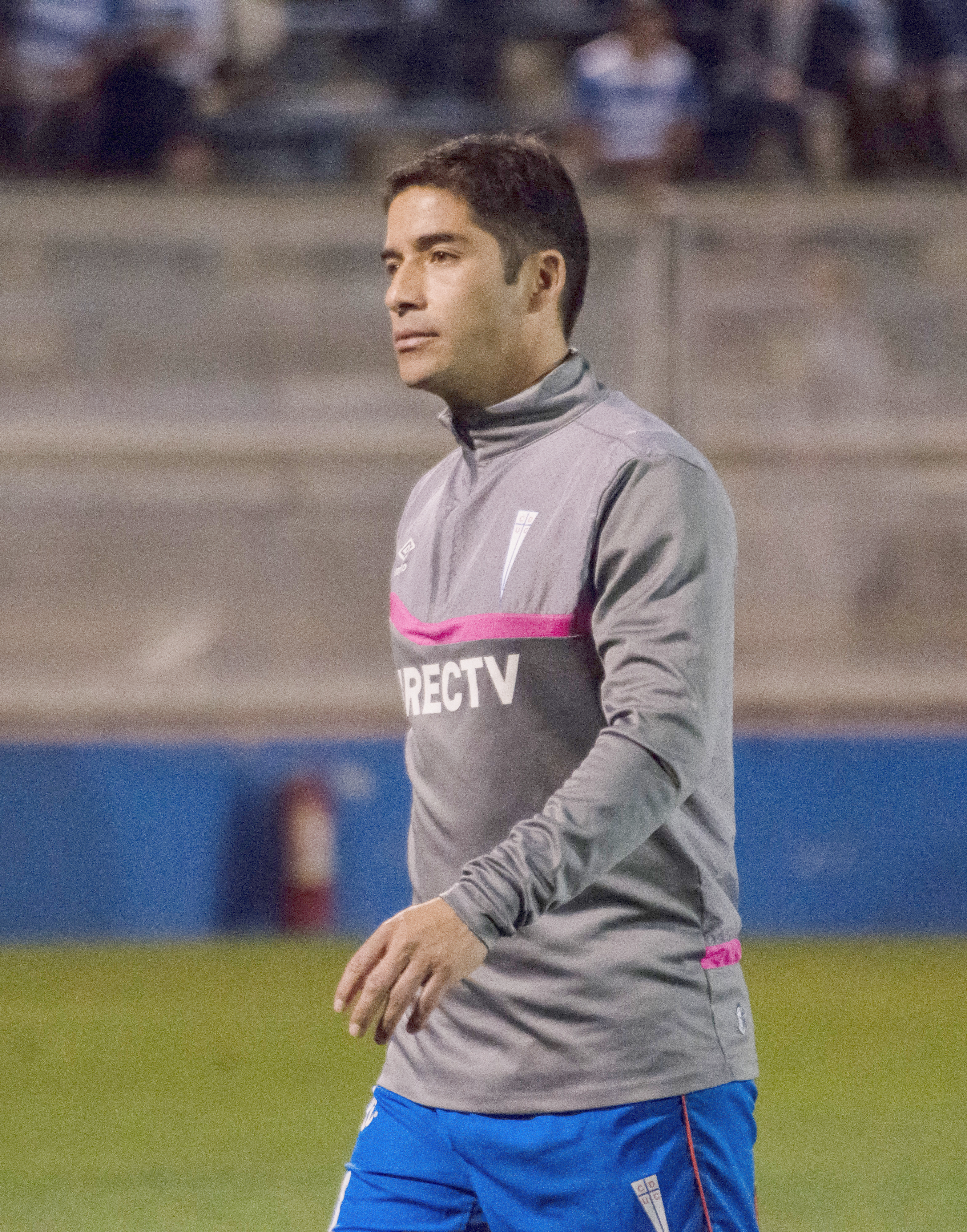
Cristián Álvarez

## Entraîneurs
| - Máximo Garay (en) (1938) - Antonio De Mare (1944-1946) - Alberto Buccicardi (1949) - William Burnickell (1954) - Jorge Ormos (1957) - Máximo Ruzic (1957) - José Manuel Moreno (1957) - Alberto Buccicardi (1958-1959) - Miguel Mocciola (es) (1960-1961) - Fernando Riera (1963-1965) - Luis Vidal (1966) - Arturo Quiroz (1967) - Fernando Riera (1968) - José Pérez (es) (1969-1972), - Néstor Isella (en) (1973) - Jorge Luco (es) (1975) - Arturo Quiroz (1976-1977) - Jorge Luco (es) (1977) | - Orlando Aravena (1978) - Néstor Isella (en) (1978-1979) - Andrés Prieto (1980) - Pedro Morales Torres (en) (1981) - Luis Santibáñez (1981-1982) - Ignacio Prieto (1983-1989)(*) - Fernando Carvallo (en) (1990-1991) - Vicente Cantatore (1991-1992), - Ignacio Prieto (1992-1993) - Manuel Pellegrini (1994-1996) - Fernando Carvallo (en) (1996-1999) - Wim Rijsbergen (1999-2001) - Juvenal Olmos (2001-2002) - Óscar Meneses (en) (2003) - Oscar Garré (2004) - Jorge Pellicer (en) (2004-2006) - José del Solar (2007) - Fernando Carvallo (en) (2007-2008) | - Mario Lepe (2008) - Marco Antonio Figueroa (2009-2010) - / Juan Antonio Pizzi (2010-2011) - Mario Lepe (2011-2012) - Andrés Romero Samaniego (es) (2012), - Martín Lasarte (2012-2013), - Rodrigo Astudillo Pérez (es) (2013-2014), - Julio Falcioni (2014), - Patricio Ormazábal (2014), - Mario Salas Saieg (en) (2015-2017) - Beñat San José (2018) - Gustavo Quinteros (2019) - Ariel Holan (2019-2021) - Gustavo Poyet (2021) - Cristian Paulucci (2021-2022) - Ariel Holan (2022-2023) - Nicolás Núñez (2023-2024) - Tiago Nunes (mars 2024-mai 2025) - Daniel Garnero (depuis juin 2025) |

(*) Entraîneur de l'équipe pro de l'Universidad Católica lors de la Copa Polla Gol de 1982.

## Autres sports

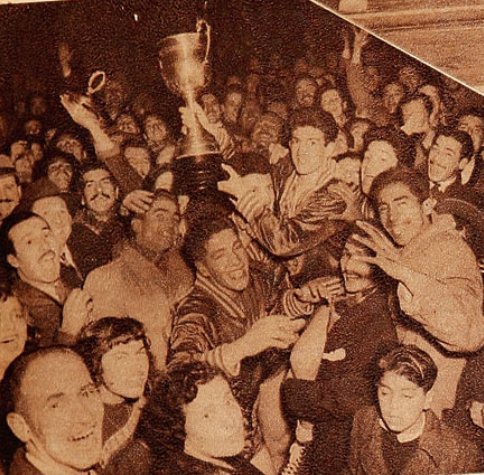
Trophée Bernardo Salamovich, basket
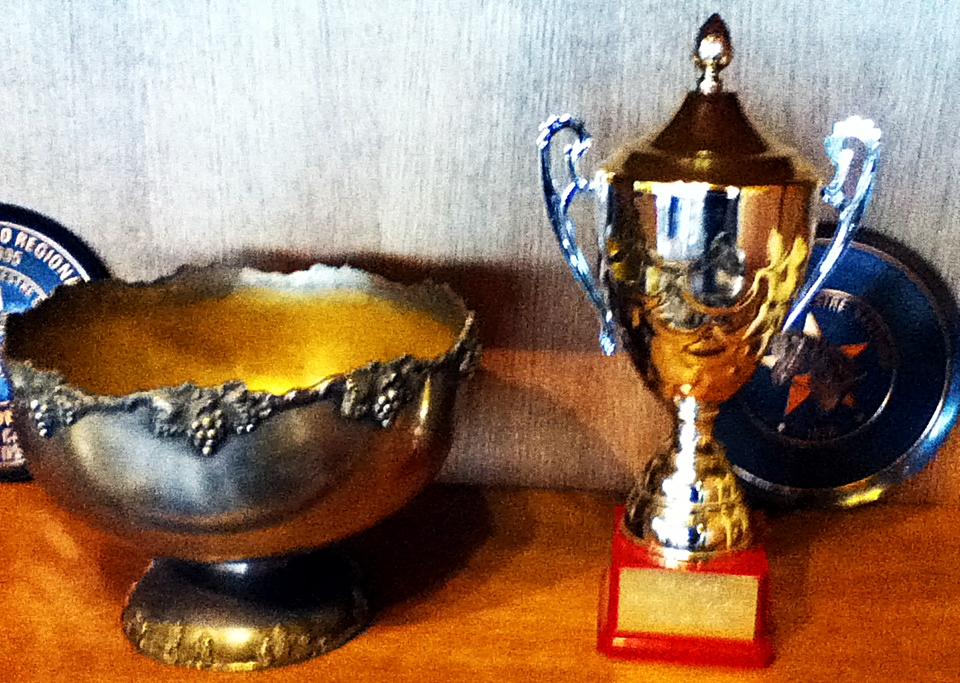
Équitation
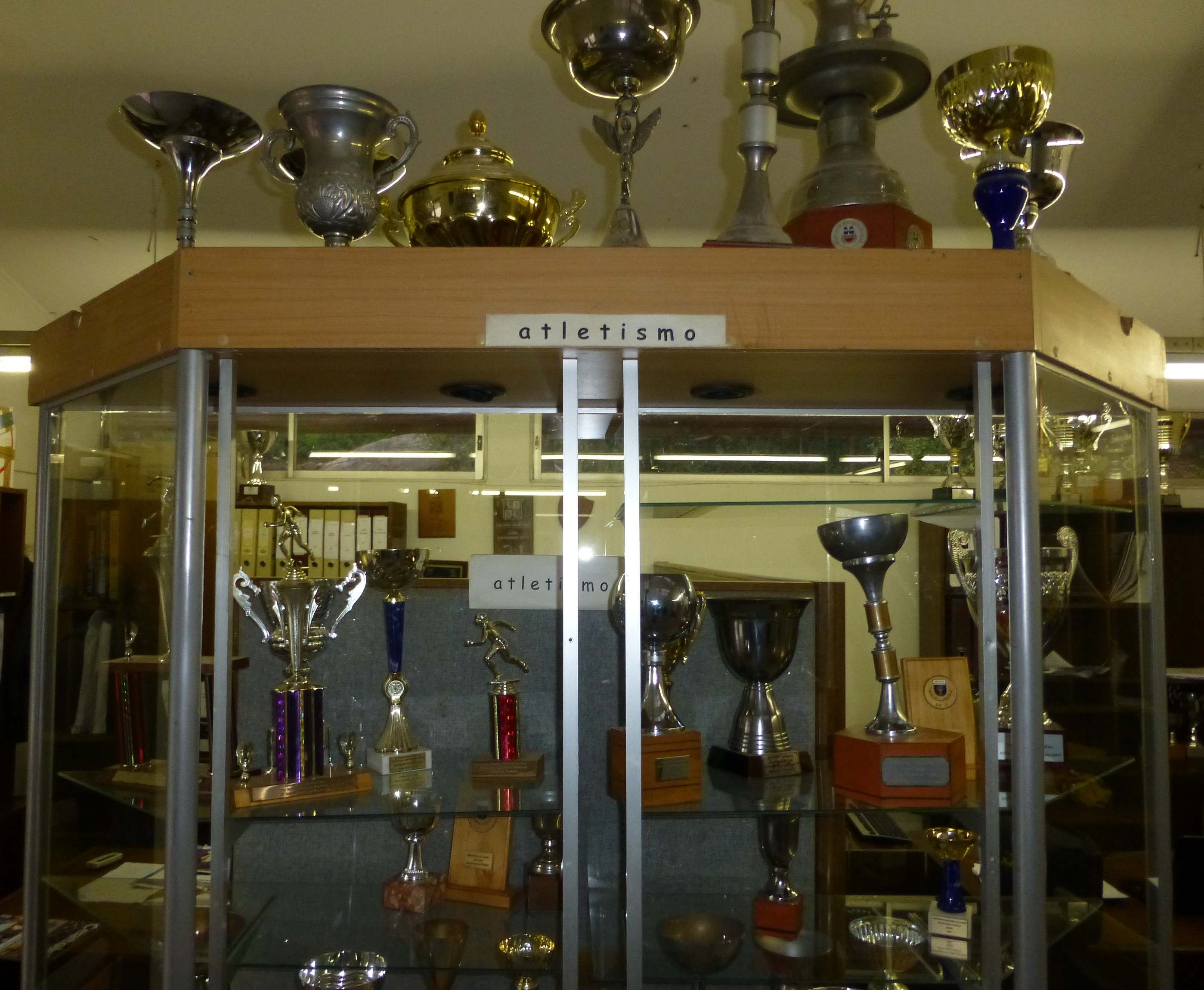
Athlétisme
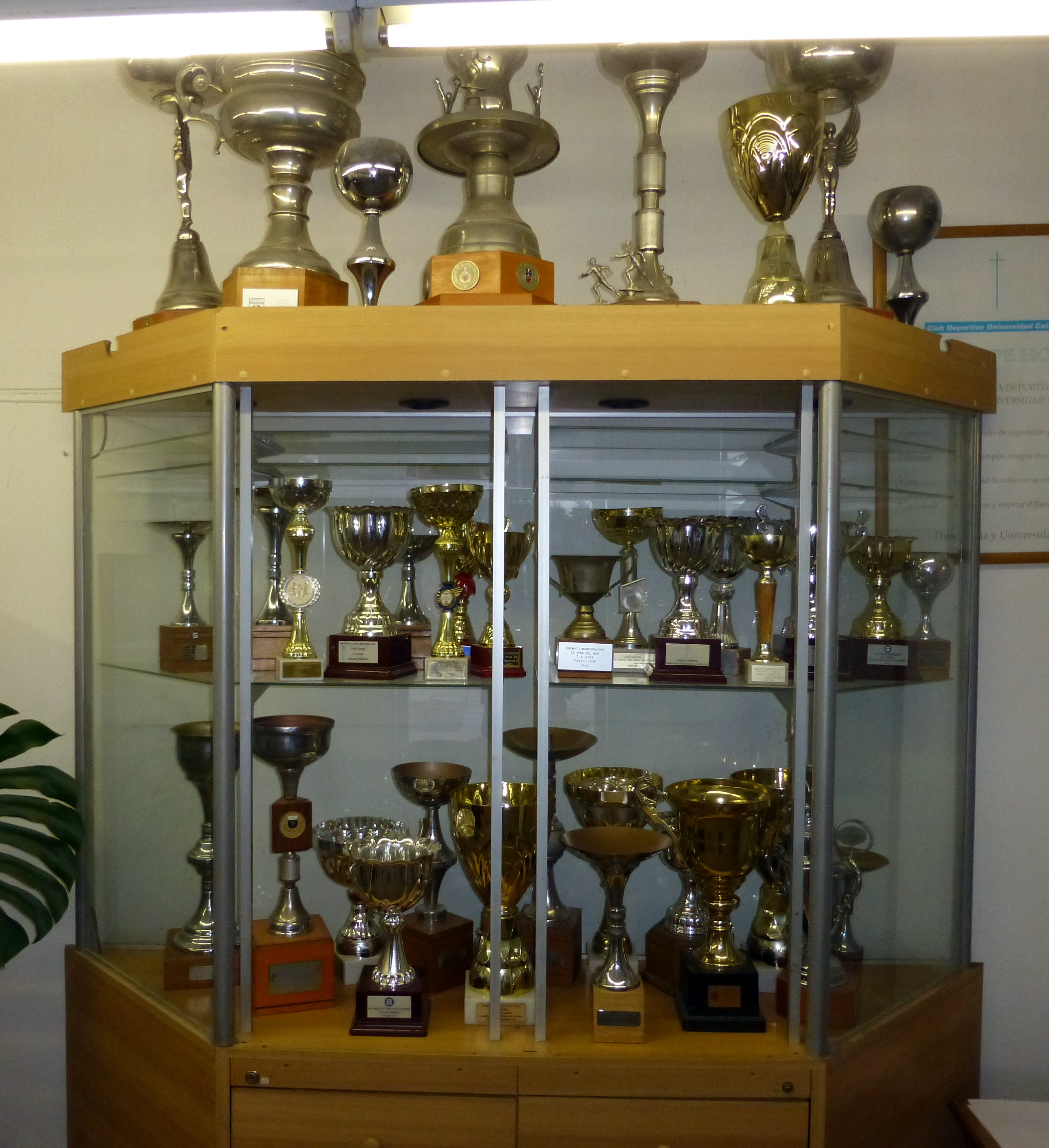
Athlétisme
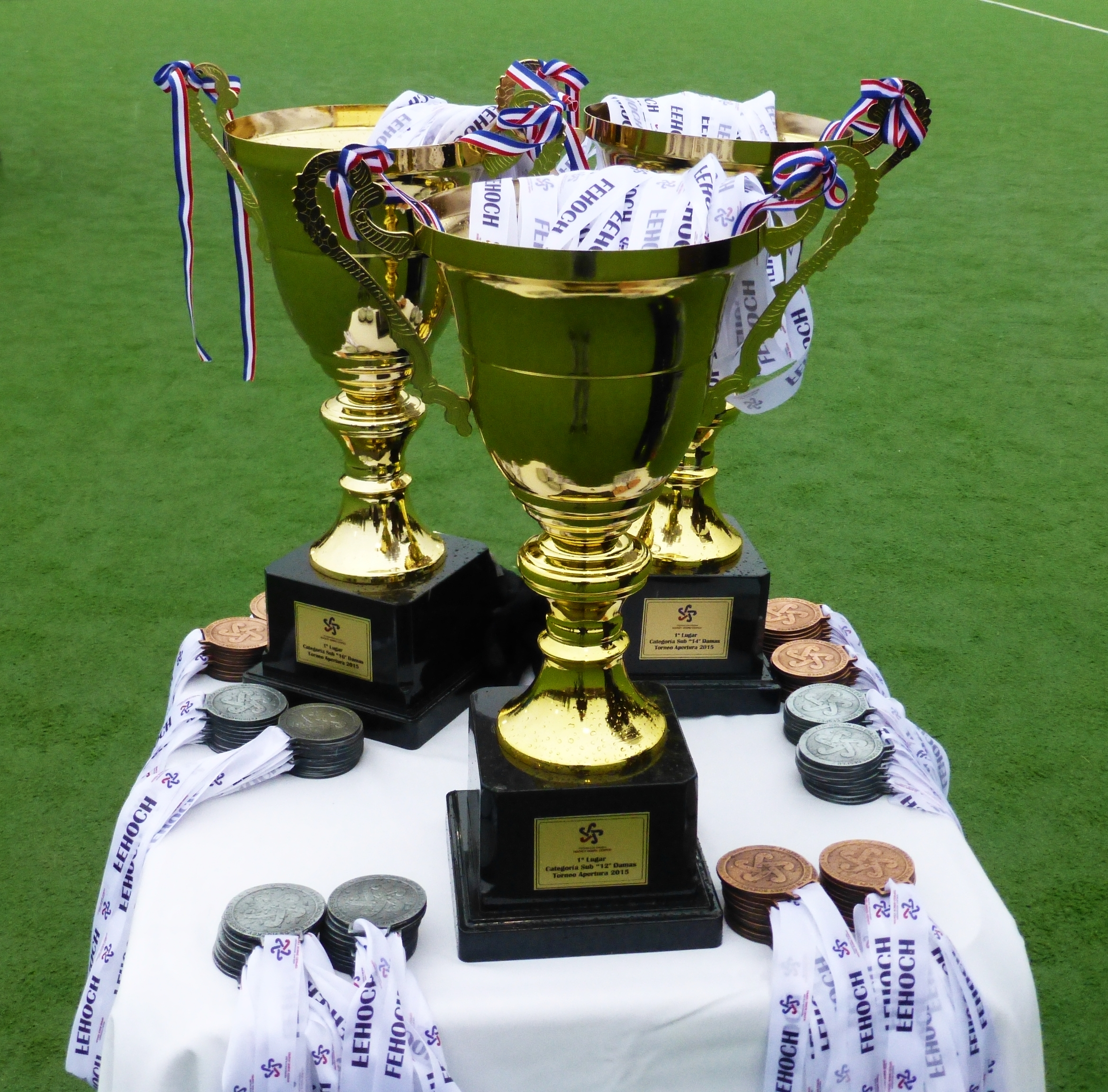
Hockey sur gazon U-12, U-14 et U-16 2015
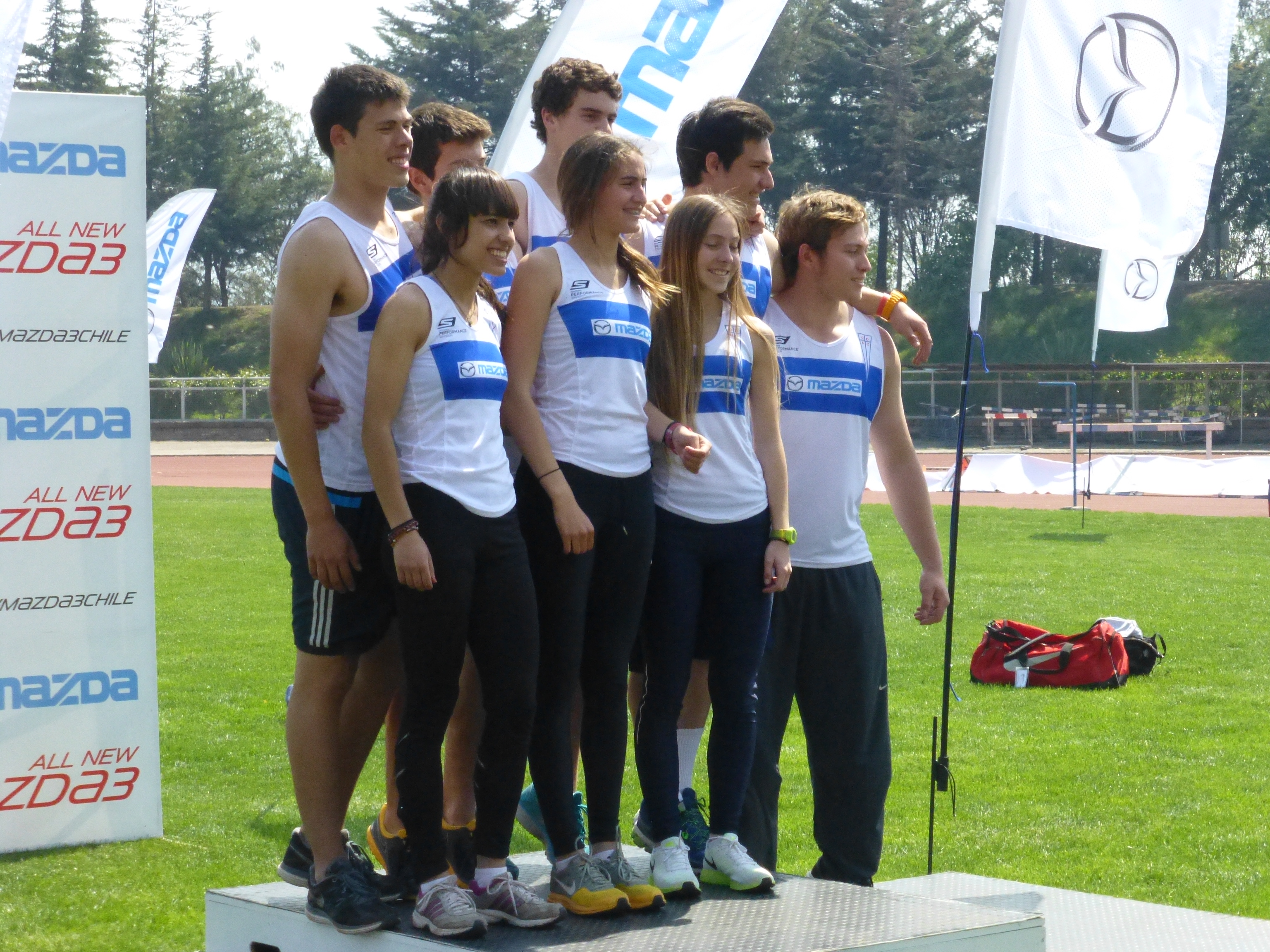
Metropolitan Championnat d'athlétisme jeunesse 2014